# Talyirina Pool
Der Talyirina Pool ist ein See im Nordwesten des australischen Bundesstaates Western Australia. 
Der See liegt im Verlauf des De Grey River, kurz vor der Einmündung des Coongan River.